# Seneca (flod)

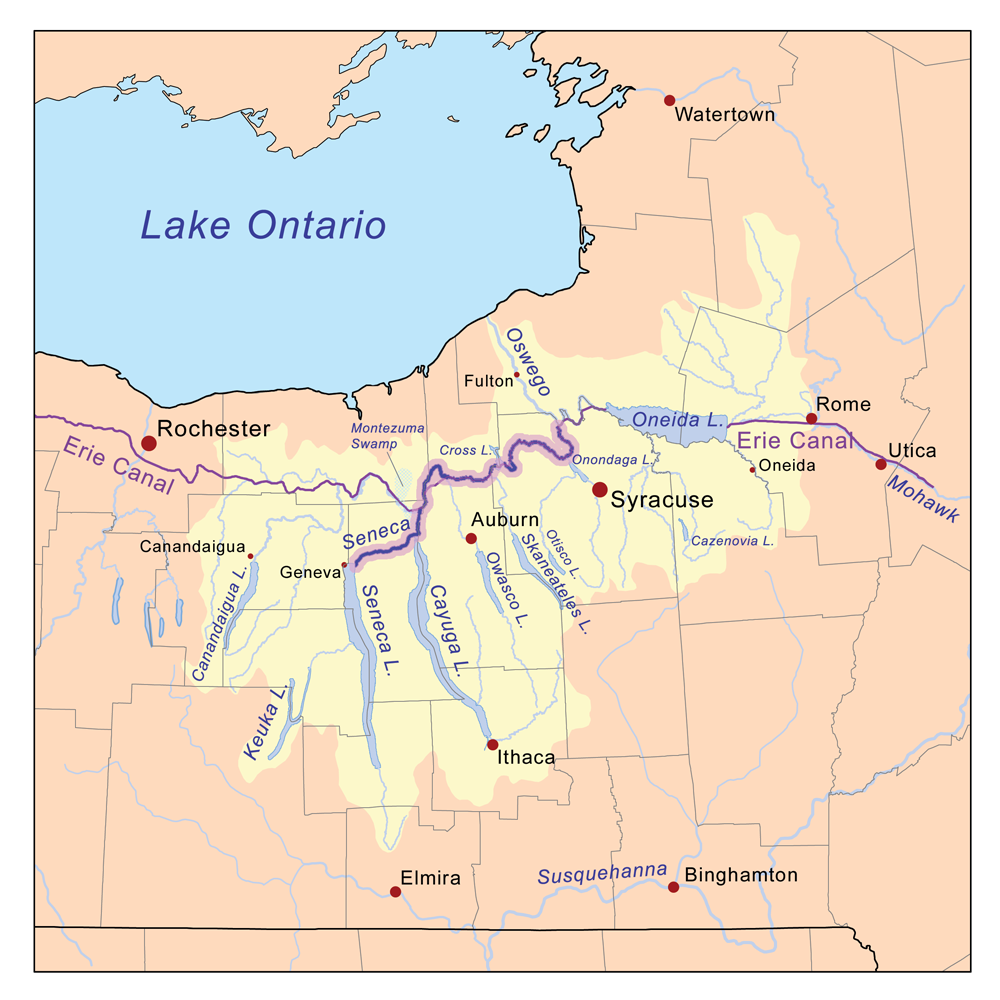
Karta med Senecafloden markerad.

Seneca, flod som flyter i centrala delstaten New York i USA och mynnar i Oswego River, som i sin tur flyter ut i Ontariosjön.